# Acumontia milloti
Acumontia milloti is een hooiwagen uit de familie Triaenonychidae. De wetenschappelijke naam van Acumontia milloti gaat  terug op Lawrence.